# Elisabeth Epp
Elisabeth Epp (* 26. Jänner 1910 in Köln als Elisabeth Eschbaum; † 29. Oktober 2000 in Wien) war eine deutsch-österreichische Schauspielerin.

## Leben

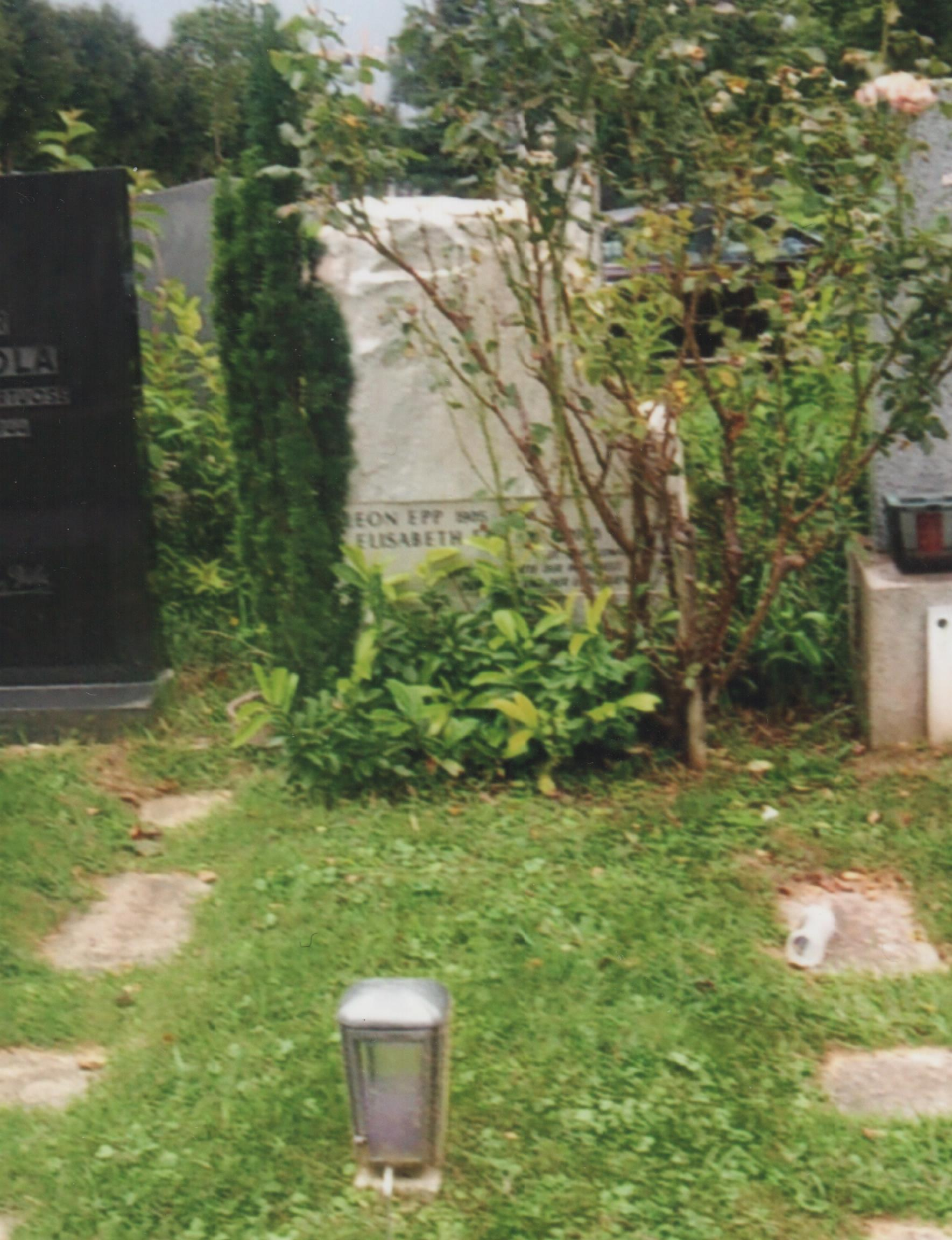
Grabstätte von Elisabeth Epp

Elisabeth Epp wurde in Köln als Tochter des Architekten Ernst Eschbaum geboren. Sie erhielt privaten Schauspielunterricht und kam als Elevin ans Kölner Stadttheater, wo sie ihren späteren Mann Leon Epp kennenlernte. 1928 trat sie als erstes Bühnenengagement einer Wanderbühne der Berliner Gesellschaft für Volksbildung bei. Schon ein Jahr später wurde der Regisseur Otto Preminger auf die aufmerksam, der sie ans Neue Wiener Schauspielhaus – die heutige Volksoper – holte, wo sie in den Jahren 1937 und 1938 engagiert war. 
1936 heiratete sie Leon Epp, mit dem sie 1937 am Wiener Parkring das Theater „Die Insel“ eröffnete. Nur ein Jahr später, nach dem Einmarsch der Nationalsozialisten, musste das Theater wieder schließen. Sie eröffneten die „Insel“ allerdings nach Kriegsende 1945 wieder – diesmal in der Johannesgasse. Aufgrund finanzieller Probleme musste das Theater 1951 endgültig schließen – an seiner Stelle wurde das Metro-Kino eröffnet. Von 1953 bis 1989 gehörte sie dem Ensemble des Wiener Volkstheater an.
Elisabeth Epp wurde auf dem Wiener Zentralfriedhof an der Seite ihres Gatten beigesetzt (Gr. 40, Nr. 21).

## Filmografie
- 1949: Mein Freund Leopold (Mein Freund, der nicht nein sagen kann)
- 1951: Die Minderjährigen (Asphalt)
- 1952: Ich hab’ mich so an Dich gewöhnt
- 1952: Hannerl
- 1954: Hochstaplerin der Liebe
- 1954: Mädchenjahre einer Königin
- 1955: Der letzte Akt
- 1957: Die unentschuldigte Stunde
- 1957: Die Heilige und ihr Narr
- 1959: Und ewig singen die Wälder
- 1960: Das Erbe von Björndal
- 1961: Junge Leute brauchen Liebe
- 1963: Der Musterknabe
- 1963: Ein Alibi zerbricht
- 1969: Schwester Bonaventura (Regie: Hermann Kutscher) (TV)
- 1971: Wenn der Vater mit dem Sohne (TV-Serie)
- 1972: Libussa (Regie: Karl Paryla) (TV)
- 1972: Die Abenteuer des Soldaten Schwejk (TV-Serie)
- 1975: Ein echter Wiener geht nicht unter (TV-Serie)
- 1976: Ich will leben (Regie: Jörg Eggers)
- 1976: Der Muff (Regie: Karin Brandauer) (TV)
- 1979: Geschichten aus dem Wienerwald
- 1981: Kopfstand
- 1985: Tatort: Des Glückes Rohstoff (TV)
- 1986: Tatort: Der Tod des Tänzers (TV)
- 1987: Der Schatz des Kaisers (Regie: Kurt Junek) (TV)
- 1990: Der veruntreute Himmel[1] (Regie: Ottokar Runze) (TV)
- 1992: The Mixer (TV-Serie)

## Auszeichnungen
- 1981: Karl-Skraup-Preis für die beste schauspielerische Leistung am Wiener Volkstheater

## Werke
- Glück auf einer Insel. Leon Epp. Leben und Arbeit., Verlag Braumüller, Wien / Stuttgart 1974, ISBN 3-7003-0083-2
- Erinnerungen. Aufzeichnungen eines Theaterlebens. Herausgegeben und mit einem Nachwort von Maria Fialik, Verlag Holzhausen, Wien 2000, ISBN 3-85493-022-4.